# Columbia TriStar Television
Columbia TriStar Television, Inc. (CTSTG) – jeden z dawnych holdingów Sony Pictures Entertainment. Gdy przeszedł do Sony Corporation został zlikwidowany i przemieniony w Sony Pictures Television Group.
Dawniej razem z Columbia TriStar Motion Picture Group tworzył Columbia Pictures Entertainment, Inc., firmę obecnie należącą do Sony pod nazwą Sony Pictures Entertainment.

## Historia
Holding CTSTG nieformalnie powstał w 1948 roku, gdy wtedy niezależne przedsiębiorstwo Columbia Pictures (CP) zmieniło wytwórnię animacyjną Screen Gems na oddzielne studio telewizyjne. Aby nie zmniejszać znaczenia marketingowego marki „Columbia”, posługiwano się nazwą Columbia Television, pomimo tego, że w praktyce studio posiadało nazwę Screen Gems. Po transakcji pomiędzy CP i wytwórnią TriStar Pictures i powstaniu firmy Columbia Pictures Entertainment, Inc. (CPEI), holding zyskał nazwę Columbia TriStar Television Group. Marka pozostała z tą samą nazwą, gdy CPE w 1982 roku weszło w skład koncernu The Coca-Cola Company. Gdy po 5 latach CPEI przeszedł z The Coca-Cola Company w skład Sony Corporation, z czasem nazwę „Columbia TriStar” zaczęto zastępować nowo powstałą marką „Sony Pictures”, aby zwiększyć marketingowe szanse zaistnienia marki „Sony” w świadomości widzów telewizyjnych jako media, a nie koniecznie wyłącznie firma elektroniczna. Z tego powodu zlikwidowano grupę Columbia TriStar Television Group oraz należące do niej studia. W jej miejsce powstał holding Sony Pictures Television Group, w którym znalazły się nowe wytwórnie telewizyjne należące do Sony Corporation.

## Struktura grupy w 1994 roku
- Screen Gems Television
- Columbia Pictures Television(inne języki)
  - TriStar Television
- Coca-Cola Television
- Columbia TriStar Television (obecnie jako Sony Pictures Television)
  - Columbia TriStar International Television(inne języki) (obecnie jako Sony Pictures Television International)
  - Columbia TriStar Children’s Television (obecnie jako Adelaide Productions(inne języki))